# Кедр європейський (Чернівці, вул. Аксенина)
Кедр європе́йський — ботанічна пам'ятка природи місцевого значення в Україні. Розташована в межах міста Чернівці, вулиця Василя Аксенина, 13. 
Площа 0,30 га. Статус надано згідно з рішенням виконавчого комітету Чернівецької обласної ради від 30 травня 1979 року № 198. Перебуває у віданні: ПП «Регіон-Центр».
Статус надано з метою збереження окремого дерева сосни кедрової європейської (Pinus cembra), яка занесена до Червоної книги України.